# Luisa Amalia di Brunswick-Wolfenbüttel
Luisa Amalia di Brunswick-Wolfenbüttel (nome completo in tedesco Viktoria Luise Amalie; Wolfenbüttel, 29 gennaio 1722 – Berlino, 13 gennaio 1780) è stata una principessa tedesca.
Ella era figlia di Ferdinando Alberto II, principe di Brunswick-Wolfenbüttel-Bevern (1680 – 1735) e di sua moglie, Antonietta Amalia di Brunswick-Wolfenbüttel (1696 – 1762).

## Biografia
La corte del padre era assai modesta per le usanze di quei tempi, tuttavia Luisa Amalia trascorse una felice infanzia nel castello di Salzdahlum. La sorella Elisabetta Cristina sposò nel 1733 il principe ereditario Federico, destinato a divenire poi Federico II di Prussia, detto "il Grande", mentre lei ne sposò nel 1742 il fratello Augusto Guglielmo (1722 – 1758).
Con questo doppio matrimonio il re soldato Federico Guglielmo I (1688 – 1740) aveva cercato di provare la sua fedeltà alla casa degli Asburgo di Vienna. Dato che Federico II di Prussia non ebbe figli, il marito era successore designato del re, cosa che la rese principessa della corona di Prussia.
Come tale la coppia dal 1744 assunse il titolo, rispettivamente, di principessa e principe di Prussia.
Il 25 settembre 1744 venne al mondo il primo figlio di Luisa Amalia, Federico Guglielmo, che fu dichiarato principe ereditario e che già a tre anni di età fu separato dai genitori per essere preparato, presso la corte di Federico II a Berlino, allo status di re, dopo che fossero deceduti lo zio ed il padre.  Lo sposo di Luisa Amalia era un uomo di carattere buono ma debole, il che lo aveva reso un buon marito, ma un cattivo soldato. Egli combatté con il fratello con il grado di generale nella prima e nella seconda guerra di Slesia ma nella battaglia di Kolín del 18 giugno 1757 subì una cocente sconfitta. Il fratello re lo umiliò per questo così duramente che egli si depresse per la vergogna e ne morì il 12 giugno 1758.
Luisa Amalia visse da allora sola, con la sua servitù, nel castello di Oranienburg fino alla sua morte, avvenuta a Berlino. Il figlio Federico Guglielmo, dopo la morte di Federico il Grande, avvenuta nel 1786, salì al trono di Prussia con il nome di Federico Guglielmo II, cosa che non videro né il padre né la madre.

## Discendenti
Augusto Guglielmo e Luisa Amalia ebbero quattro figli:
- Federico Guglielmo (1744 – 1797) dal 1786 re di Prussia con il nome di Federico Guglielmo II;
- Federico Enrico Carlo (1747 – 1767);
- Guglielmina (1751–1820), andata sposa a Guglielmo V di Orange-Nassau  (1748 – 1806), statholder dei Paesi Bassi;
- Giorgio Carlo Emilio (1758-1759).

## Ascendenza
|                                             |                                      |                                                              | Genitori                                              |  |  | Nonni |  |  | Bisnonni                      |  |  | Trisnonni                        |  |
|                                             |                                      |                                                              |                                                       |  |  |       |  |  | Augusto di Brunswick-Lüneburg |  |  | Enrico III di Brunswick-Lüneburg |  |
|                                             |                                      |                                                              |                                                       |  |  |       |  |  | Augusto di Brunswick-Lüneburg |  |  | Enrico III di Brunswick-Lüneburg |  |
|                                             |                                      | Ursula di Sassonia-Lauenburg                                 |                                                       |  |  |       |  |  | Augusto di Brunswick-Lüneburg |  |  |                                  |  |
| Ferdinando Alberto I di Brunswick-Lüneburg  |                                      |                                                              |                                                       |  |  |       |  |  | Augusto di Brunswick-Lüneburg |  |  |                                  |  |
|                                             |                                      | Sofia Elisabetta di Meclemburgo-Güstrow                      | Giovanni Alberto II di Meclemburgo-Güstrow            |  |  |       |  |  |                               |  |  |                                  |  |
|                                             |                                      | Sofia Elisabetta di Meclemburgo-Güstrow                      | Giovanni Alberto II di Meclemburgo-Güstrow            |  |  |       |  |  |                               |  |  |                                  |  |
|                                             |                                      | Sofia Elisabetta di Meclemburgo-Güstrow                      | Margherita Elisabetta di Meclemburgo-Güstrow          |  |  |       |  |  |                               |  |  |                                  |  |
| Ferdinando Alberto II di Brunswick-Lüneburg |                                      | Sofia Elisabetta di Meclemburgo-Güstrow                      |                                                       |  |  |       |  |  |                               |  |  |                                  |  |
|                                             |                                      | Federico d'Assia-Eschwege                                    | Maurizio d'Assia-Kassel                               |  |  |       |  |  |                               |  |  |                                  |  |
|                                             |                                      | Federico d'Assia-Eschwege                                    | Maurizio d'Assia-Kassel                               |  |  |       |  |  |                               |  |  |                                  |  |
|                                             |                                      | Federico d'Assia-Eschwege                                    | Giuliana di Nassau-Dillenburg                         |  |  |       |  |  |                               |  |  |                                  |  |
| Cristina d'Assia-Eschwege                   |                                      | Federico d'Assia-Eschwege                                    |                                                       |  |  |       |  |  |                               |  |  |                                  |  |
|                                             |                                      | Eleonora Caterina del Palatinato-Zweibrücken-Kleeburg        | Giovanni Casimiro del Palatinato-Zweibrücken-Kleeburg |  |  |       |  |  |                               |  |  |                                  |  |
|                                             |                                      | Eleonora Caterina del Palatinato-Zweibrücken-Kleeburg        | Giovanni Casimiro del Palatinato-Zweibrücken-Kleeburg |  |  |       |  |  |                               |  |  |                                  |  |
|                                             |                                      | Eleonora Caterina del Palatinato-Zweibrücken-Kleeburg        | Caterina Vasa                                         |  |  |       |  |  |                               |  |  |                                  |  |
| Luisa Amalia di Brunswick-Wolfenbüttel      |                                      | Eleonora Caterina del Palatinato-Zweibrücken-Kleeburg        |                                                       |  |  |       |  |  |                               |  |  |                                  |  |
|                                             | Antonio Ulrico di Brunswick-Lüneburg | Augusto di Brunswick-Lüneburg                                |                                                       |  |  |       |  |  |                               |  |  |                                  |  |
|                                             | Antonio Ulrico di Brunswick-Lüneburg | Augusto di Brunswick-Lüneburg                                |                                                       |  |  |       |  |  |                               |  |  |                                  |  |
|                                             | Antonio Ulrico di Brunswick-Lüneburg | Dorotea di Anhalt-Zerbst                                     |                                                       |  |  |       |  |  |                               |  |  |                                  |  |
| Luigi Rodolfo di Brunswick-Lüneburg         | Antonio Ulrico di Brunswick-Lüneburg |                                                              |                                                       |  |  |       |  |  |                               |  |  |                                  |  |
|                                             |                                      | Elisabetta Giuliana di Schleswig-Holstein-Sonderburg-Norburg | Federico di Schleswig-Holstein-Sonderburg-Norburg     |  |  |       |  |  |                               |  |  |                                  |  |
|                                             |                                      | Elisabetta Giuliana di Schleswig-Holstein-Sonderburg-Norburg | Federico di Schleswig-Holstein-Sonderburg-Norburg     |  |  |       |  |  |                               |  |  |                                  |  |
|                                             |                                      | Elisabetta Giuliana di Schleswig-Holstein-Sonderburg-Norburg | Eleonora di Anhalt-Zerbst                             |  |  |       |  |  |                               |  |  |                                  |  |
| Antonietta Amalia di Brunswick-Wolfenbüttel |                                      | Elisabetta Giuliana di Schleswig-Holstein-Sonderburg-Norburg |                                                       |  |  |       |  |  |                               |  |  |                                  |  |
|                                             |                                      | Alberto Ernesto I di Oettingen-Oettingen                     | Gioacchino Ernesto di Oettingen-Oettingen             |  |  |       |  |  |                               |  |  |                                  |  |
|                                             |                                      | Alberto Ernesto I di Oettingen-Oettingen                     | Gioacchino Ernesto di Oettingen-Oettingen             |  |  |       |  |  |                               |  |  |                                  |  |
|                                             |                                      | Alberto Ernesto I di Oettingen-Oettingen                     | Anna Dorotea di Hohenlohe-Neuenstein-Gleichen         |  |  |       |  |  |                               |  |  |                                  |  |
| Cristina Luisa di Oettingen-Oettingen       |                                      | Alberto Ernesto I di Oettingen-Oettingen                     |                                                       |  |  |       |  |  |                               |  |  |                                  |  |
|                                             |                                      | Cristina Federica di Württemberg                             | Eberardo III di Württemberg                           |  |  |       |  |  |                               |  |  |                                  |  |
|                                             |                                      | Cristina Federica di Württemberg                             | Eberardo III di Württemberg                           |  |  |       |  |  |                               |  |  |                                  |  |
|                                             |                                      | Cristina Federica di Württemberg                             | Anna Caterina di Salm-Kyrburg                         |  |  |       |  |  |                               |  |  |                                  |  |
|                                             |                                      | Cristina Federica di Württemberg                             |                                                       |  |  |       |  |  |                               |  |  |                                  |  |